# Atherigona quadriseta
Atherigona quadriseta är en tvåvingeart som beskrevs av Couri, Pont och Penny 2006. Atherigona quadriseta ingår i släktet Atherigona och familjen husflugor.
Artens utbredningsområde är Madagaskar. Inga underarter finns listade i Catalogue of Life.